# Nicole Munzert
Nicole Munzert (* 24. November 1994 in Selb) ist eine deutsche Fußballspielerin.

## Karriere
Munzert begann ihre Karriere beim 1. FFC Hof, wo sie in der Saison 2011/2012 in die erste Mannschaft aufstieg. Nach 35 Spielen und 14 Toren in der Bayernliga für Hof, wechselte sie 2013 zum Regionalligisten 1. FC Nürnberg. Nach zwei Spielzeiten für Nürnberg, in dem 18 Tore in 43 Spielen erzielte, wechselte Munzert im Sommer 2015 zum MSV Duisburg, der in der Vorsaison aus der Frauen-Bundesliga abgestiegen war. Zum direkten Wiederaufstieg, der dem MSV mit 22 Siegen in 22 Saisonspielen gelang, trug sie mit neun Saisontoren bei. Ihr Erstligadebüt gab Munzert am 3. September 2016 bei einer 0:3-Heimniederlage gegen die SGS Essen. Im Sommer 2017 verließ Munzert, mit Auslaufen ihres Vertrages, den MSV Duisburg.